# St. Laurentius (Meseberg)

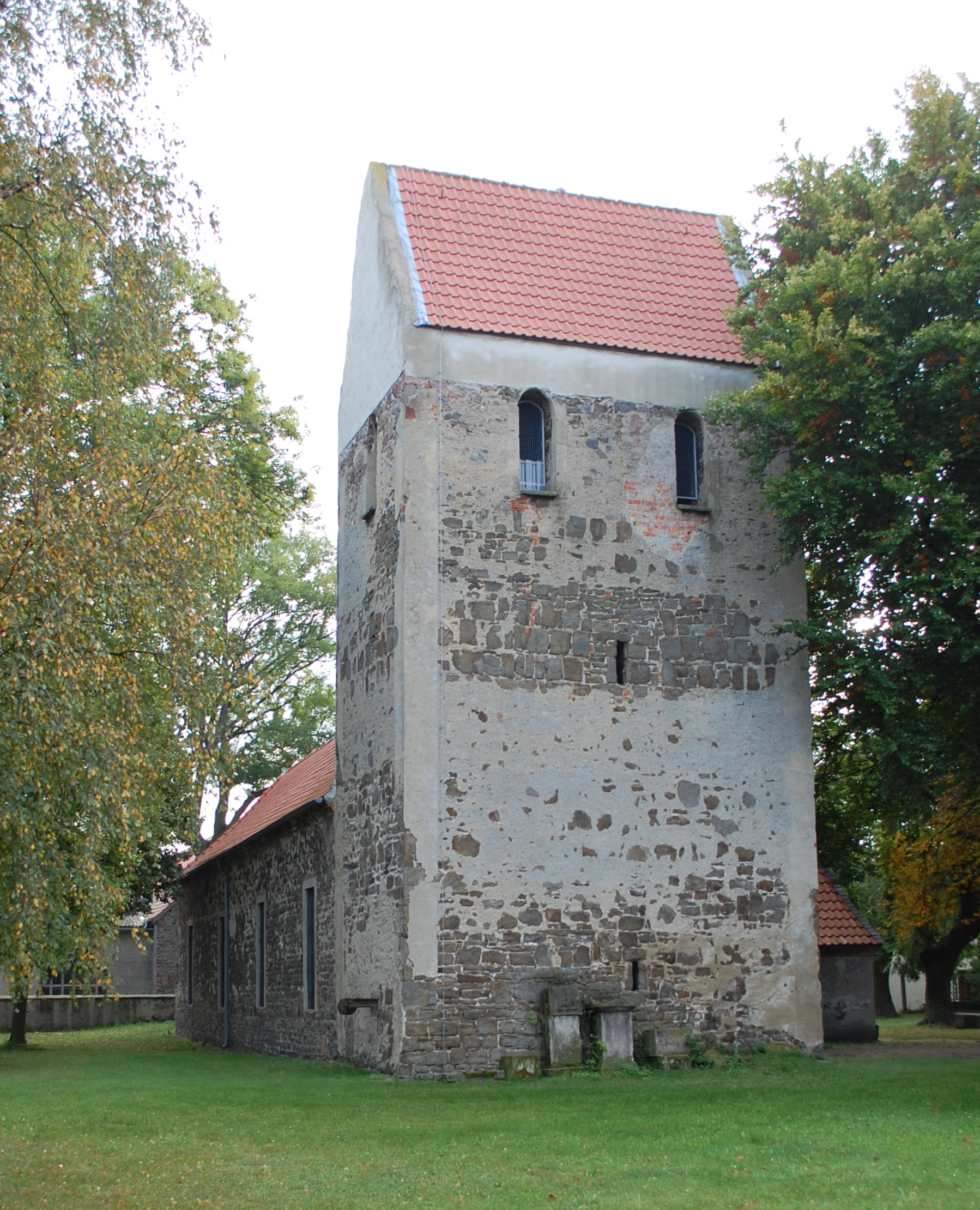
Sankt-Laurentius-Kirche, Turm

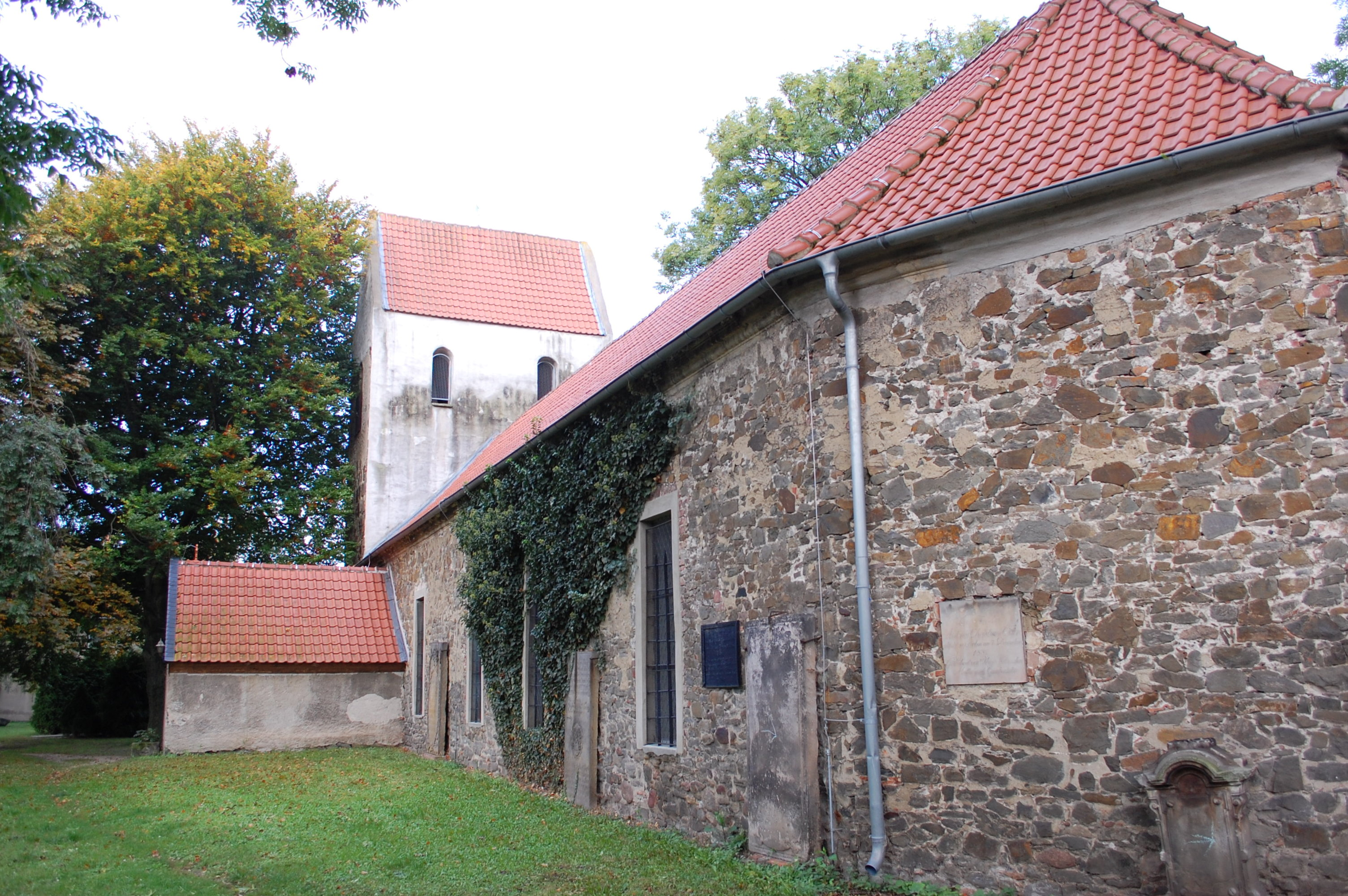
Kirchenschiff

Die Sankt-Laurentius-Kirche ist die evangelische Kirche des zur Gemeinde Niedere Börde gehörenden Dorfes Meseberg in Sachsen-Anhalt.
Die Kirche befindet sich im Ortszentrum von Meseberg an der Straße Winkel.

## Architektur und Geschichte
Die aus Bruchsteinen errichtete, langgestreckte Kirche entstand im 18. Jahrhundert, wobei man Reste eines romanischen Vorgängerbaus verwendete. Der Vorgängerbau war 1743 niedergebrannt. Die neue schlichte Kirche wurde im Stil des Spätbarock und Klassizismus gestaltet. Der verputzte Bau ist nach Osten dreiseitig abgeschlossen. Die Fenster des Schiffs sind hochrechteckig ausgeformt. Auf der Südseite besteht eine Vorhalle. Westlich des niedrigen Schiffs und quer zu diesem gestellt befindet sich der aus der Romanik stammende Kirchturm. Er ist mit einem Satteldach bedeckt. Die Schallöffnungen sind mit leicht gespitzten Bögen geschlossen.
Das Kircheninnere wird von einer gekehlten, flachen Decke überspannt, die in dieser Form seit einer vereinfachenden Renovierung in den Jahren 1965 bis 1968 besteht. Die Ausstattung ist zum Teil noch aus dem Spätbarock, so die im Westen befindliche kurze Hufeisenempore, die Altarwand und die Kanzel. Die Altarwand steht im Osten und verfügt über seitliche Logen und kolossale Pilaster. Die Kanzel war ursprünglich Teil der Altarwand, wurde jedoch 1968 abgebaut und ist heute ebenerdig aufgestellt.
In der Kirche befindet sich ein Taufstein mit achteckiger Kuppa, der in der Gotik entstand.
Außen an den Seitenwänden des Schiffs sind mehrere Grabplatten des 17. und 18. Jahrhunderts erhalten. Darüber hinaus befinden sich auf dem Friedhof aus der Mitte des 19. Jahrhunderts stammende spätklassizistische Grabstelen mit Trauermotiven.
Im örtlichen Denkmalverzeichnis ist die Kirche unter der Erfassungsnummer 094 70539 als Baudenkmal verzeichnet. Als Name wird dort alternativ zu Sankt-Laurentius auch Sankt-Ursula angegeben.